# Christophe Laporte
Christophe Laporte (* 11. prosince 1992) je francouzský profesionální silniční cyklista jezdící za UCI WorldTeam Visma–Lease a Bike.

## Kariéra
Laporte se s týmem Cofidis, za nějž jezdil v letech 2014 až 2021, zúčastnil Tour de France sedmkrát v řadě, mezi lety 2015 a 2021. Pokaždé se mu podařilo tento závod dokončit, až na ročník 2019, kde nedokončil osmou etapu.
Před sezónou 2022 podepsal Laporte dvouletou smlouvu s Teamem Jumbo–Visma. V prvním etapovém závodu, který s touto sestavou absolvoval, Paříž-Nice, vyhrál úvodní etapu po útoku se svými týmovými kolegy Primožem Rogličem a Woutem van Aertem na závěrečném kopci dne. Na Tour de France 2022 pak Laporte působil jako domestik pro výsledného vítěze, Jonase Vingegaarda. Sám však vyhrál devatenáctou etapu s cílem v Cahors po sólo útoku v cílové rovině.

## Hlavní výsledky
2012
Tour de Moselle
vítěz 2. etapy
2013
Tour de la Manche
vítěz 3. etapy
Středozemní hry
 2. místo silniční závod
Frankofonní hry
5. místo silniční závod
6. místo La Côte Picarde
7. místo Gran Premio Industrie del Marmo
2014
6. místo La Roue Tourangelle
2015
vítěz Tour de Vendée
3. místo Le Samyn
3. místo Grand Prix de Wallonie
Driedaagse van West-Vlaanderen
9. místo celkově
2016
6. místo Paříž–Bourges
2017
vítěz Tour de Vendée
5. místo Paříž–Bourges
Étoile de Bessèges
7. místo celkově
Danmark Rundt
8. místo celkově
2018
vítěz Tro-Bro Léon
Tour de La Provence
 vítěz bodovací soutěže
vítěz etap 1 a 3
Tour de Luxembourg
vítěz 1. etapy
Kolem Belgie
vítěz 3. etapy (ITT)
Étoile de Bessèges
2. místo celkově
vítěz 2. etapy
2. místo Grand Prix d'Isbergues
3. místo Paříž–Bourges
4. místo Gent–Wevelgem
5. místo Grand Prix de Fourmies
2019
Tour Poitou-Charentes en Nouvelle-Aquitaine
 celkový vítěz
vítěz etap 1, 2 a 4 (ITT)
Étoile de Bessèges
 celkový vítěz
 vítěz bodovací soutěže
vítěz etap 2 a 4 (ITT)
Tour de Luxembourg
vítěz prologu a 1. etapy
2. místo Tour de Vendée
2. místo Duo Normand (s Anthonym Perezem)
3. místo Grand Prix d'Isbergues
6. místo Grand Prix de Wallonie
9. místo Dwars door Vlaanderen
2021
vítěz Grand Prix de Wallonie
vítěz Circuit de Wallonie
Étoile de Bessèges
 vítěz bodovací soutěže
vítěz 1. etapy
Tour de Limousin
vítěz 1. etapy
2. místo Dwars door Vlaanderen
Národní šampionát
5. místo silniční závod
6. místo Paříž–Roubaix
7. místo Eschborn–Frankfurt
9. místo Tro-Bro Léon
2022
Danmark Rundt
 celkový vítěz
 vítěz bodovací soutěže
vítěz 5. etapy
vítěz Binche–Chimay–Binche
Tour de France
vítěz 19. etapy
Paříž–Nice
vítěz 1. etapy
Mistrovství světa
 2. místo silniční závod
2. místo E3 Saxo Bank Classic
2. místo Gent–Wevelgem
8. místo Kuurne–Brusel–Kuurne
9. místo Kolem Flander
2023
Mistrovství Evropy
 vítěz silničního závodu
vítěz Gent–Wevelgem
vítěz Dwars door Vlaanderen
Critérium du Dauphiné
 vítěz bodovací soutěže
vítěz etap 1 a 3
3. místo Omloop Het Nieuwsblad
4. místo Famenne Ardenne Classic
5. místo Münsterland Giro
6. místo Grand Prix Cycliste de Québec
6. místo Kuurne–Brusel–Kuurne
6. místo Paříž–Tours
10. místo Paříž–Roubaix
2024
4. místo Kuurne–Brusel–Kuurne
5. místo Omloop Het Nieuwsblad
10. místo Strade Bianche
Olympijské hry
 3. místo silniční závod

### Výsledky na Grand Tours
| Grand Tour      | 2015                             | 2016                             | 2017                             | 2018                             | 2019                             | 2020                             | 2021                             | 2022                             | 2023                             | 2024                             |
| --------------- | -------------------------------- | -------------------------------- | -------------------------------- | -------------------------------- | -------------------------------- | -------------------------------- | -------------------------------- | -------------------------------- | -------------------------------- | -------------------------------- |
| Giro d'Italia   | Nezúčastnil se                   | Nezúčastnil se                   | Nezúčastnil se                   | Nezúčastnil se                   | Nezúčastnil se                   | Nezúčastnil se                   | Nezúčastnil se                   | Nezúčastnil se                   | Nezúčastnil se                   | DNF                              |
| Tour de France  | 127                              | 157                              | 133                              | 124                              | DNF                              | 107                              | 91                               | 74                               | 80                               | 84                               |
| Vuelta a España | Nezúčastnil se během své kariéry | Nezúčastnil se během své kariéry | Nezúčastnil se během své kariéry | Nezúčastnil se během své kariéry | Nezúčastnil se během své kariéry | Nezúčastnil se během své kariéry | Nezúčastnil se během své kariéry | Nezúčastnil se během své kariéry | Nezúčastnil se během své kariéry | Nezúčastnil se během své kariéry |

### Výsledky na klasikách
| Monument                        | 2012                             | 2013                             | 2014                             | 2015                             | 2016                             | 2017                             | 2018                             | 2019                             | 2020                             | 2021                             | 2022                             | 2023                             | 2024                             |
| ------------------------------- | -------------------------------- | -------------------------------- | -------------------------------- | -------------------------------- | -------------------------------- | -------------------------------- | -------------------------------- | -------------------------------- | -------------------------------- | -------------------------------- | -------------------------------- | -------------------------------- | -------------------------------- |
| Milán – San Remo                | —                                | —                                | —                                | 129                              | 85                               | 30                               | 13                               | 61                               | 102                              | 22                               | 22                               | 13                               | DNF                              |
| Kolem Flander                   | —                                | —                                | —                                | —                                | —                                | DNF                              | DNF                              | DNF                              | 82                               | 11                               | 9                                | 14                               | —                                |
| Paříž–Roubaix                   | —                                | —                                | 103                              | —                                | 20                               | 39                               | 68                               | 33                               | NS                               | 6                                | DNF                              | 10                               | 25                               |
| Lutych–Bastogne–Lutych          | Nezúčastnil se během své kariéry | Nezúčastnil se během své kariéry | Nezúčastnil se během své kariéry | Nezúčastnil se během své kariéry | Nezúčastnil se během své kariéry | Nezúčastnil se během své kariéry | Nezúčastnil se během své kariéry | Nezúčastnil se během své kariéry | Nezúčastnil se během své kariéry | Nezúčastnil se během své kariéry | Nezúčastnil se během své kariéry | Nezúčastnil se během své kariéry | Nezúčastnil se během své kariéry |
| Giro di Lombardia               | Nezúčastnil se během své kariéry | Nezúčastnil se během své kariéry | Nezúčastnil se během své kariéry | Nezúčastnil se během své kariéry | Nezúčastnil se během své kariéry | Nezúčastnil se během své kariéry | Nezúčastnil se během své kariéry | Nezúčastnil se během své kariéry | Nezúčastnil se během své kariéry | Nezúčastnil se během své kariéry | Nezúčastnil se během své kariéry | Nezúčastnil se během své kariéry | Nezúčastnil se během své kariéry |
| Klasika                         | 2012                             | 2013                             | 2014                             | 2015                             | 2016                             | 2017                             | 2018                             | 2019                             | 2020                             | 2021                             | 2022                             | 2023                             | 2024                             |
| Omloop Het Nieuwsblad           | —                                | —                                | —                                | DNF                              | 91                               | DNF                              | —                                | 31                               | —                                | 13                               | —                                | 3                                | 5                                |
| Kuurne–Brusel–Kuurne            | —                                | NS                               | —                                | DNF                              | —                                | 85                               | —                                | —                                | —                                | 76                               | 8                                | 6                                | 4                                |
| Strade Bianche                  | —                                | —                                | —                                | —                                | —                                | —                                | —                                | —                                | —                                | —                                | —                                | —                                | 10                               |
| E3 BinckBank Classic            | —                                | —                                | —                                | —                                | —                                | —                                | —                                | DNF                              | NS                               | —                                | 2                                | 23                               | —                                |
| Gent–Wevelgem                   | —                                | —                                | —                                | DNF                              | DNF                              | 15                               | 4                                | 39                               | DNF                              | 78                               | 2                                | 1                                | —                                |
| Dwars door Vlaanderen           | —                                | —                                | —                                | DNF                              | 16                               | 49                               | 16                               | 9                                | NS                               | 2                                | —                                | 1                                | —                                |
| Grand Prix Cycliste de Québec   | —                                | —                                | —                                | —                                | —                                | —                                | —                                | —                                | Nejelo se                        | Nejelo se                        | 39                               | 6                                | —                                |
| Grand Prix Cycliste de Montréal | —                                | —                                | —                                | —                                | —                                | —                                | —                                | —                                | Nejelo se                        | Nejelo se                        | 75                               | 28                               | —                                |
| Paříž–Tours                     | 74                               | —                                | DNF                              | 44                               | 112                              | DNF                              | 72                               | —                                | —                                | 54                               | 39                               | 6                                | 1                                |

| —   | Nezúčastnil se |
| DNF | Nedokončil     |